# Перебор (колокола)
Перебо́р —  вид погребального колокольного звона. Медленный звон во все колокола поочерёдно, начиная с наименьшего и заканчивая самым большим колоколом. Перебор совершается перед отпеванием и во время выноса гроба из храма. 
Также под перебором понимаются: 
- перезвон,
- способ воспроизведения перезвона (поочередным перебиранием колоколов), технико-исполнительское средство, прием, с помощью которого осуществляется перезвон.

## Разновидности перебора
Когда перебор совершается во время погребения священников, то перед его выполнением производятся 12 ударов в самый большой колокол, затем совершают по одному удару в каждый колокол от малого к большому. Православная церковь считает, что это символизирует человеческую жизнь в её развитии и взрослении.
При погребении мирян совершается перебор всех колоколов от малого к большому (т.е. в этом случае 12 ударов упускаются), а в конце каждого "круга" перебора ударяют единожды во все колокола одновременно, символизируя прерывание земной жизни .